# Oberes Mürztal
Das Obere Mürztal, auch Neubergertal, ist die Talung am Oberlauf der Mürz in der Steiermark und in Niederösterreich.

## Geographie
Das obere Mürztal ist ein Nebental der Mur-Mürz-Furche, dem alpinen Längstal von der oberen Mur über die Mürz zum Semmering. Dieses verläuft grob in West-Ost-Richtung zwischen Nordalpen und Zentralalpen. Das obere Mürztal zweigt vom Hauptteil des Mürztals bei Mürzzuschlag – unterhalb vom Semmering – nach Norden ab. Es ist das Durchbruchstal der Mürz durch die Hauptmasse der Niederösterreichisch-steirischen Kalkalpen.
Westlich im Tal liegen Veitsch- und Tonionalpe, östlich Rax- und Schneealpe. Das Tal zieht sich über gut 20 Kilometer Luftlinie S-förmig geschwungen nach Norden und endet am Fuß des Gippel-Göller-Zuges. Entlang des Tals liegen Kapellen, Neuberg als Hauptort neben Mürzzuschlag, Krampen, Mürzsteg und Frein. Seit der Gemeindestrukturreform 2015 ist der Gutteil des oberen Mürztals Gebiet der Großgemeinde Neuberg an der Mürz, der Taleingang gehört zu Mürzzuschlag (Ortslage Kohleben), der oberste Talschluss zu St. Aegyd am Neuwalde (Neuwald, Kaltwagl, Lahnsattel).
Das Tal ist durch die Schlucht am Toten Weib zwischen Mürzsteg und Frein gegliedert, für den obersten Teil findet sich auch speziell der Name Freintal, für den unteren Neuberger Tal – seit 1948 gehört Frein aber zu Mürzsteg, sodass man heute auch das ganze obere Mürztal Neubergertal nennt, verstärkt durch die Vereinigung aller Gemeinden im Tal zur Großgemeinde Neuberg 2015.
Wichtige Nebentäler sind das Altenbergertal bei Kapellen ostwärts zwischen Rax und Schneealpe, mit Altenberg und dem Nebental der Raxen zur Preiner Gscheid in das mittlere Schwarzatal, das Arzbachtal bei Lechen westwärts in die Veitsch, und das Tal zum Niederalpl bei Mürzsteg westwärts zwischen Veitsch und Tonion in das Mariazeller Aschbachtal. Oberhalb von Frein bei Neuberg, an der niederösterreichischen Landesgrenze, spaltet sich das Tal in die beiden Quelltäler von Kalter Mürz an der Nordabdachung der Schneealpe, Stiller Mürz an Göller und Gippel, und das Tal zum Lahnsattel, der in das oberste Salzatal bei St. Aegyd und Mariazell-Halltall leitet.

## Klima
Das Klima ist inneralpin geprägt, mäßig winterkalt und mäßig sommerwarm, und durch die Gebirgsabschirmung weniger schneereich als das Mariazeller Becken, aber niederschlagsreicher als das eigentliche Mürztal (Jahresniederschlag im Bruck etwa 800 mm, in Mürzzuschlag gut 1000 mm, im Mürzsteg über 1200 mm, in Mariazell knapp 1100 mm). In den Weitungen ist es etwas frost- und inversionsgefährdet, die Höhenlagen sind bezüglich der Sonnenscheindauer etwas begünstigt.

## Geschichte, Wirtschaft und Verkehr
Zentrum des Tals ist Neuberg, wo die Habsburger schon 1327 das Zisterzienserstift begründeten. Geprägt war das Tal lange von der Holzwirtschaft wie auch der Kleineisenindustrie. Die Zisterzienser betrieben seit Gründung einige kleine Verhüttungen und den Eisenhandel. Aber erst im späteren 18. Jahrhundert setzte bedeutenderer Bergbau ein, der nach Aufhebung des Klosters im Josephinismus vom k. k. steiermärkischen Religionsfonds betrieben wurde, 1800 in Staatsvermögen (Montan-Aerar) überging, und 1869 privatisiert und von der Neuberg-Mariazeller Gewerkschaft, dann der Alpine Montan-A.-G. geführt wurde. Am Alpl wurde ein Abbau für das Gußwerk in Mariazell betrieben.
Hochblüte der Eisenverhüttung war um die Mitte des 19. Jahrhunderts, um die Jahrhundertwende waren die Vorkommen im Raum erschöpft und wurden stillgelegt. Daneben wurden aber auch andere Rohstoffe abgebaut.
Durch das Tal führt die B23 Lahnsattelstraße vom Mürztal (S6, L118) über den Lahnsattel nach Terz, wo die B21 Mariazellerland mit Traisental verbindet. Nach Westen führt die L113 Niederalplstraße zur B20 (Gußwerk–Seebergsattel), nach Osten die L103/L135 Preinergscheidstraße zur B27 bei Reichenau.
Bis ins Jahr 2000 erschloss auch die 1879 errichtete Lokalbahn Mürzzuschlag–Neuberg das Tal und bediente unter anderem ein Sägewerk der Österreichischen Bundesforste in Neuberg sowie einen Standort der Veitscher Magnesitwerke.